# Figura de Dalitz

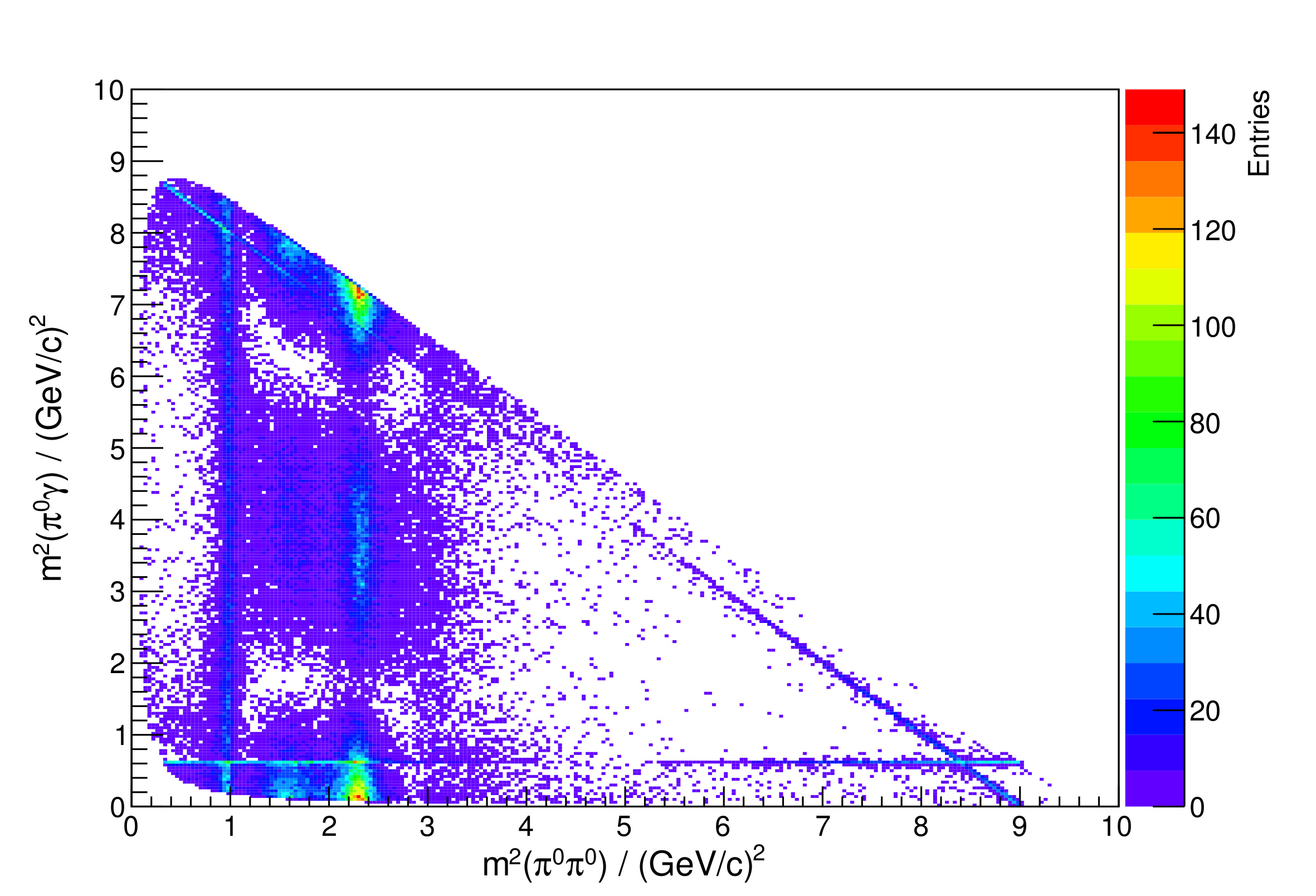
Figura de Dalitz

La figura de Dalitz es una figura de dispersión que se utiliza frecuentemente en física de partículas y nuclear. Sirve para estudiar el comportamiento de los productos de una desintegración en tres cuerpos. La cinemática de una desintegración en tres cuerpos se puede describir completamente utilizando dos variables. En una figura de Dalitz se representan en los ejes x e y los cuadrados de las masas o energías relativas de dos pares de fragmentos de la reacción y a cada par de puntos (x,y) se le asocia una probabilidad. Si no hay correlaciones angulares entre los productos de la reacción, entonces la distribución de estas variables sería plana. Sin embargo, las simetrías y las propiedades del momento angular, pueden imponer ciertas restricciones en la distribución.
- Datos: Q281910
- Multimedia: Dalitz plots / Q281910